# 李权忠
李权忠（1960年—），湖南汉寿人，汉族，中华人民共和国政治人物、第十二届全国人民代表大会贵州地区代表。
毕业于贵州省委党校经济管理专业。加入中国共产党。2013年，担任全国人大代表。